# L'Action nationale
Pour les articles homonymes, voir Action nationale.
L'Action nationale est une revue mensuelle publiée au Québec fondé en 1917 par Omer Héroux et la Ligue des droits du français. Il s'agit de l'organe officiel de la Ligue d'action nationale. Elle diffuse des analyses critiques traitant des réalités sociales, culturelles, linguistiques et économiques du Québec. La revue est membre de la Société de développement des périodiques culturels québécois (SODEP). 

## Histoire

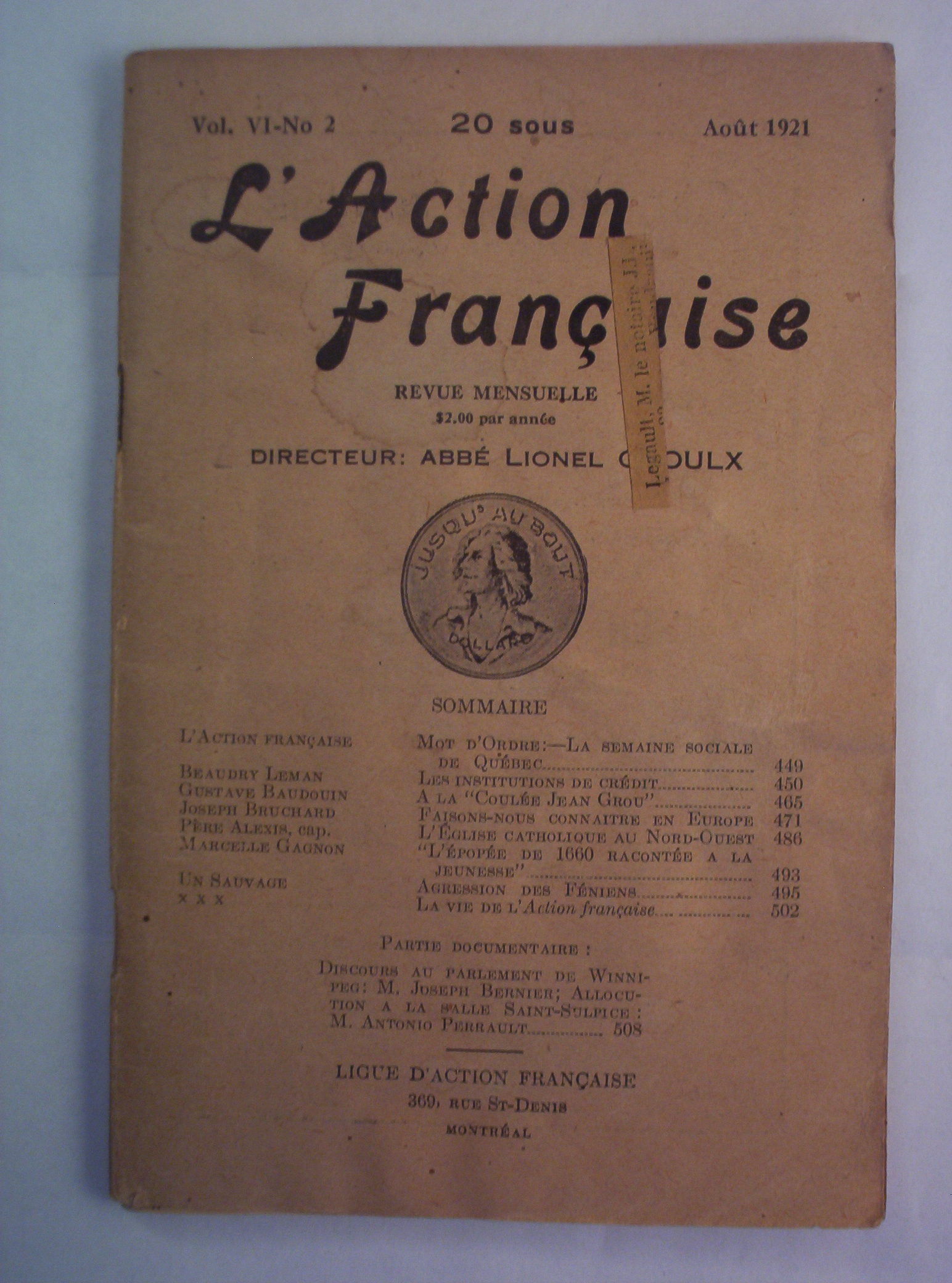
L'Action française, vol. VI no 2, août 1921.

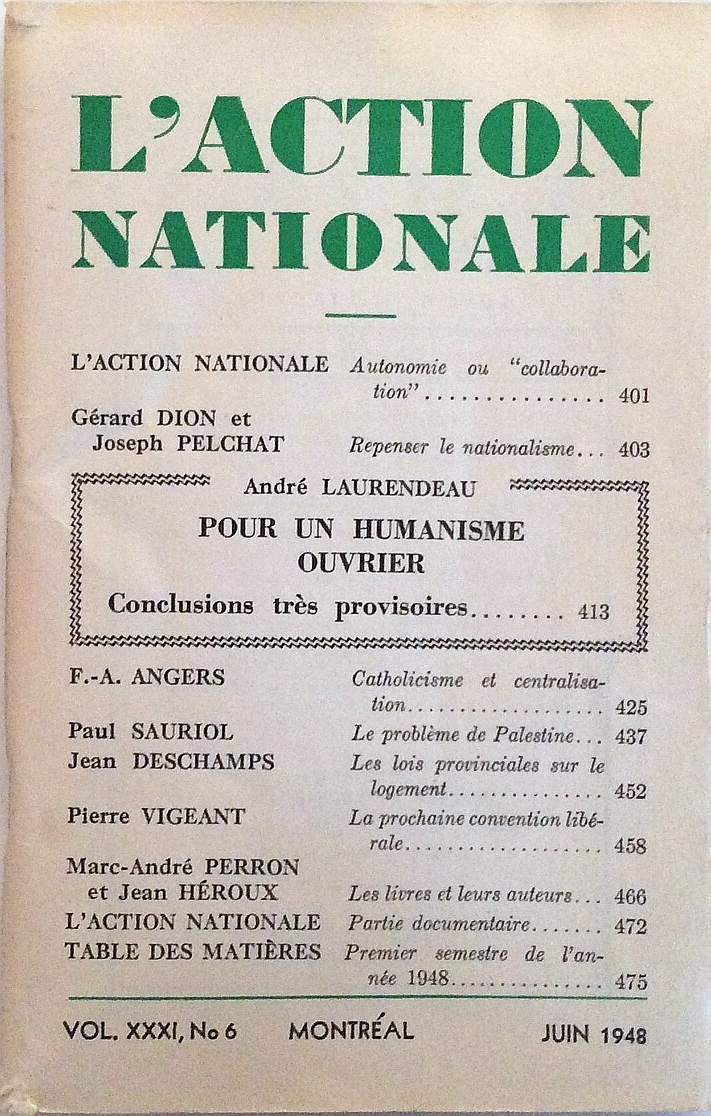
Première page de la revue mensuelle publiée au Québec, organe officiel de la Ligue d'action nationale, L'Action nationale, vol. VI no 6, juin 1948.

D'abord nommée L'Action française au moment de sa fondation en 1917 par les membres de la Ligue des droits du français, puis L'Action canadienne-française en 1928, L'Action nationale trouve finalement son nom actuel en 1933.  
Le premier directeur de la revue est Omer Héroux, il sera suivi par le chanoine Lionel Groulx auquel le nom de la revue restera attaché. Avec ses collègues, Groulx se consacre à la défense de la langue française, de la religion catholique, des valeurs familiales et de l’agriculture, autant d'éléments qui leur semblent en péril face à l'industrialisation et l'urbanisation de la province. S'y exprime également la volonté de trouver des solutions de développement économique et intellectuel (éducation) pour le Québec. 
La pensée maurrassienne a été adoptée par des groupes d'intellectuels canadiens sensibles à cette référence pour intervenir dans des débats culturels, identitaires et politiques : L'Action française est un périodique puis le nom d'une ligue (1921-1927), soutenus par un groupe de défenseurs de la langue française et dirigés pendant dix ans par le prêtre Lionel Groulx qui est le théoricien : défense de la langue française, de la famille, de la ruralité. La ligue défend l'idée d'un État pour les Canadiens français, protecteur contre les menaces de la modernité urbaine. Certains eurent des contacts personnels avec des dirigeants de L'Action française et retinrent de la pensée de Maurras l'hostilité à la démocratie et au parlementarisme, la distinction entre pays légal et réel et les conceptions esthétiques (génie latin, classicisme français). À la suite de la condamnation de l'Action française en 1926, le mouvement changera de nom et deviendra l'Action canadienne française.
Chercheur au département d'histoire de l'Université Laval à Montréal, Jean-Claude Dupuis affirme que « dès le départ, lAction française annonçait que son nationalisme serait d'abord un nationalisme économique ». D'après lui, le journal quotidien de lAction française était la plus importante revue intellectuelle au Québec dans les années 1920. Elle fut d'ailleurs, dit-il, « avec l'École sociale populaire, au cœur de la définition et de la diffusion de l'idéologie que l'on appelle habituellement “clérico-nationaliste”, mais que nous préférons désigner sous le terme de traditionaliste ».
En janvier 1933, la revue change à nouveau de nom pour L'Action nationale. Esdras Minville, son nouveau directeur, entend poursuivre l'activité nationaliste de Lionel Groulx en faisant sienne sa devise : « Québec d'abord! ». Le premier numéro paraît à Montréal en janvier 1933. La ligne éditoriale se modifie progressivement à l'initiative d'une nouvelle génération de collaborateurs qui donnent une orientation plus laïque et souverainiste à la revue. Issue d'abord du courant clérico-nationaliste, L'Action nationale se laïcise et se tourne progressivement vers le discours indépendantiste et se fait la porte-parole des principaux courants d'inspiration nationaliste lors de la Révolution tranquille et au moment des premiers succès du Parti québécois. L'évolution de la revue est marquée par le passage - significatif dans l'histoire du Québec - d'un nationalisme canadien-français à un nationalisme québécois (années 1960).

### Ligne éditoriale
Aujourd'hui, l'équipe du périodique présente son activité en ces termes : « L’Action nationale est publiée par la Ligue d’action nationale dont la mission est d’être un carrefour souverainiste où se débattent les aspirations de la nation québécoise comme collectivité de langue française suivant une tradition de réflexion critique, d’indépendance et d’engagement, à partir des situations d’actualité qui renvoient aux enjeux fondamentaux de notre avenir collectif ».
L'Action nationale est membre de la Société de développement des périodiques culturels québécois depuis 2008.

## Les Cahiers de L'Action nationale
En 2007, L'Action nationale fonde la revue Les Cahiers de lecture de L'Action nationale. Publiée trois fois l'an, son objectif est de réfléchir à la pensée québécoise telle qu'elle est véhiculée dans les plus récents essais publiés, que ce soit en philosophie, littérature, politique, économie ou histoire,. Les publications comportent des articles, des recensions ainsi que des entrevues.
Les Cahiers de l'Action nationale est indexée dans la base de données Érudit depuis 2012.
Le périodique est également membre de la Société de développement des périodiques culturels québécois (SODEP) depuis 2010.

### Comité de rédaction et contributeurs
Tout comme pour L'Action nationale, le poste de directeur est assuré par Robert Laplante et celui du directeur adjoint par Sylvain Deschênes.
Le comité de rédaction est divisé par pupitre : en littérature on retrouve Pascal Chevrette, en histoire et culture Lucia Ferretti, en sciences Frédéric Morneau-Guérin, en sciences sociales et économie Gabriel Arseneault et en politique Daniel Gomez.

## Comité de rédaction et contributeurs
Depuis 1999, Robert Laplante assure le poste de directeur de la revue. Il est accompagné du directeur-adjoint Sylvain Deschênes. 
Le comité éditorial est composé de Mathieu Bock-Côté, Nicolas Bourdon, Sylvain Deschênes, Lucia Ferretti, Sylvie Ménard, Denis Monière, Hubert Rioux, Michel Rioux et Pierre Serré.

### Liste des directeurs
La revue a été dirigée par les personnes suivantes : 
- 1917-1920 : Omer Héroux
- 1920-1928 : Lionel Groulx
- 1933-1934 : Harry Bernard
- 1934-1937 : Arthur Laurendeau
- 1937-1942 : André Laurendeau
- 1943-1946 : François-Albert Angers, Roger Duhamel et André Laurendeau
- 1946-1947 : Guy Frégault
- 1947-1948 : Dominique Beaudin
- 1948-1954 : André Laurendeau
- 1954-1959 : Pierre Laporte
- 1959-1967 : François-Albert Angers
- 1967-1970 : Patrick Allen, Jean Genest et Rosaire Morin
- 1970-1974 : Patrick Allen et Jean Genest
- 1974-1981 : Jean Genest
- 1981-1982 : Rosaire Morin
- 1982-1986 : Jean Genest
- 1986-1988 : Gérard Turcotte
- 1988-1999 : Rosaire Morin
- 1999-aujourd'hui : Robert Laplante

### Contributeurs
Depuis 1917, plus de 17 000 auteurs ont signé des articles pour L'Action nationale. Ses pages ont accueilli les textes d'intellectuels québécois tels André Laurendeau, Pierre Vadeboncœur, Pierre Elliott Trudeau, Lionel Groulx, Marcel Rioux, Richard Arès, Fernand Dumont,Esdras Minville et Mathieu Bock-Côté.

## Prix et honneurs
Depuis 1991, la revue décerne le Prix Richard-Arès pour le meilleur essai paru au Québec au cours de l'année. Il a pour but de promouvoir la culture nationale en encourageant l'expression libre. 
En 1995, la revue crée le Prix André-Laurendeau décerné à chaque année pour le meilleur article paru dans la revue au cours de l'année. 
En 2011, la ligue de l'Action nationale décerne annuellement le Prix Rosaire-Morin à un militant indépendantiste pour son travail militant au développement de la conscience nationale.